# 林彪・江青反革命集団
林彪・江青反革命集団（りんぴょう・こうせいはんかくめいしゅうだん、中国語: 林彪、江青反革命集团）は、文化大革命の主導者とされた林彪・江青らを指す、中華人民共和国と中国共産党の用語である。公式見解によれば、彼らは「党と国家の最高権力の奪取を目論み、陰謀活動を行った反革命集団」である。

## 概要
1981年1月25日、中華人民共和国最高人民法院特別法廷判決において「林彪・江青反革命集団」事件の主犯と断定された者は次の通り（肩書は全て元職）。
- 江青 - 中央文化革命小組副組長、中共第9、10届中央政治局委員。
- 張春橋 - 中央文化革命小組副組長、中共第9届中央政治局委員、第10届中央政治局常務委員、上海市革命委員会主任。
- 姚文元 - 中央文化革命小組組員、中共第9、10届中央政治局委員、上海市革命委員会副主任。
- 王洪文 - 中共第10届中央委員会副主席、上海市革命委員会副主任。
- 陳伯達 - 中央文化革命小組組長、中共第8、9届中央政治局常務委員。
- 黄永勝 - 中国人民解放軍総参謀長。
- 呉法憲 - 中国人民解放軍副総参謀長兼空軍司令員。
- 李作鵬 - 中国人民解放軍副総参謀長兼海軍第一政治委員。
- 邱会作 - 中国人民解放軍副総参謀長兼総後勤部部長。
- 江騰蛟 - 中国人民解放軍南京部隊空軍政治委員。

この時点で既に死亡していたものの、同様に「林彪・江青反革命集団」事件の主犯と断定された者は次の通り。
- 林彪 - 中共第8、9届中央委員会副主席、国防部部長。
- 康生 - 中央文化革命小組顧問、中共第10届中央委員会副主席。
- 謝富治 - 中共第9届中央政治局委員、公安部部長。
- 葉群 - 中共第9届中央政治局委員、林彪の妻。
- 林立果 - 中国人民解放軍空軍司令部作戦部副部長、林彪の子。
- 周宇馳 - 中国人民解放軍空軍司令部弁公室副主任。

## 非公式的見解
呉法憲は回想録の中で「林彪が国家主席になりたいと思っていたという証拠はない。林彪が国家主席制度の維持を主張したとしてもそれは犯罪ではない。仮に林彪が国家主席になろうとしたとしても正当な手続きに則っていればそれは犯罪ではない」（大意）などと主張し、林彪が「最高権力の奪取」を図ったとする容疑を否定している。